# Morland (Kansas)
Morland es una ciudad ubicada en el condado de Graham en el estado estadounidense de Kansas. En 2010 tenía una población de 154 habitantes y una densidad poblacional de 128,33 personas por km².

## Demografía
Según la Oficina del Censo en 2000 los ingresos medios por hogar en la localidad eran de $32,917 y los ingresos medios por familia eran $41,250. Los hombres tenían unos ingresos medios de $17,250 frente a los $21,250 para las mujeres. La renta per cápita para la localidad era de $17,060. Alrededor del 11.4% de la población estaban por debajo del umbral de pobreza.